# Vitalius chromatus

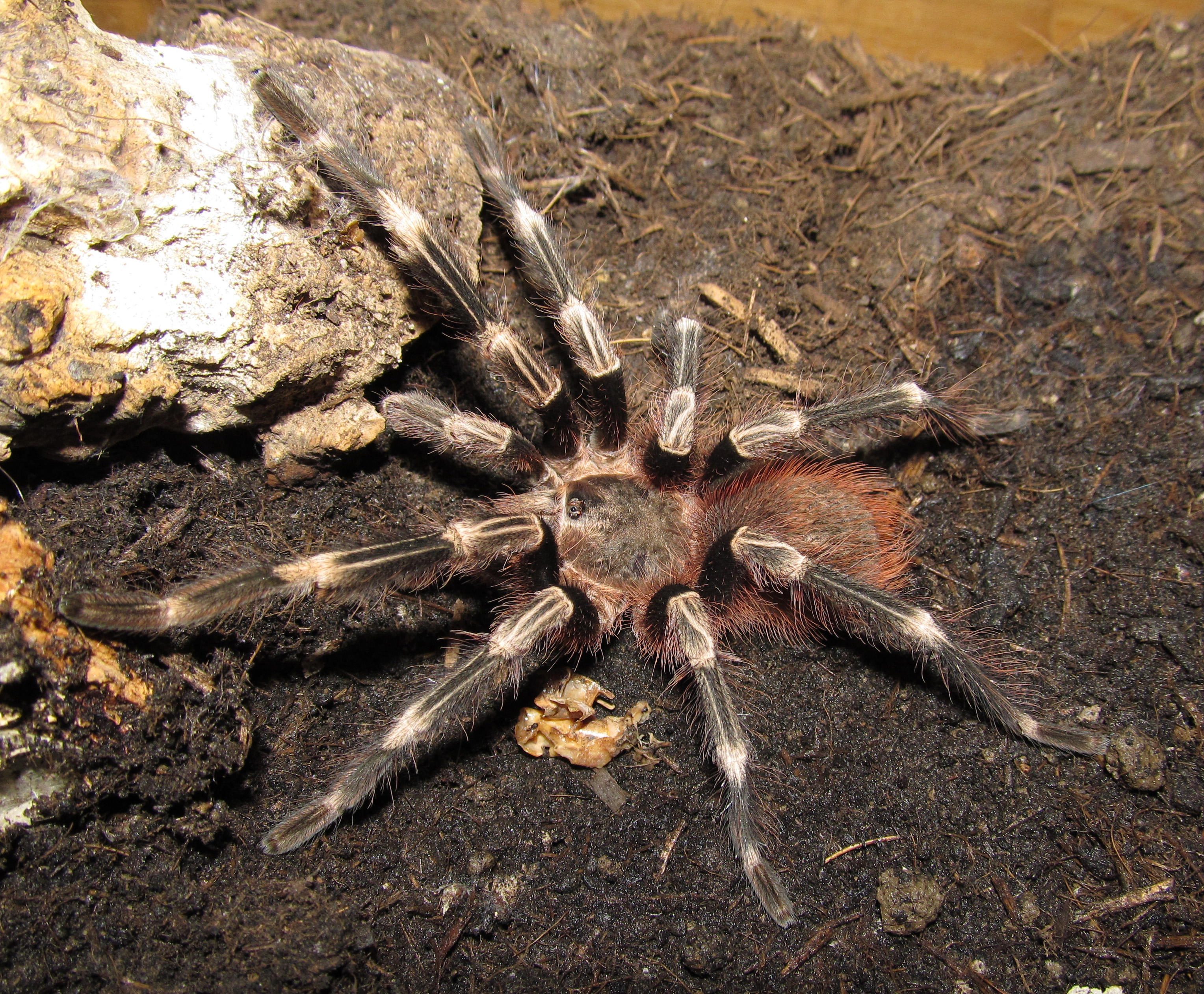
Männchen

Vitalius chromatus (Synonym: Nhandu chromatus) ist eine brasilianische Vogelspinnenart. Einzelne Exemplare wurden im brasilianischen Bundesstaat Piauí entdeckt. Beschrieben wurde diese Art von Günter Schmidt im Jahr 2004. Der Artname stammt vom altgriechischen Wort χρωμα (auf Deutsch Farbe). Sie wurde so benannt, da die Spinne sehr auffällig gefärbt ist. Die Spinnen gehören zu den bodenbewohnenden Arten und graben ihre Wohnröhren in das Erdreich. Sie besitzen zu ihrer Verteidigung Brennhaare auf dem Hinterleib, die sie bei Gefahr in Richtung von Angreifern abstreifen können. Die Art wird manchmal in Terrarien gehalten und ist relativ einfach nachzuzüchten. Nachzuchten werden deshalb häufig im Tierhandel (Fachgeschäften oder Börsen) angeboten.

## Lebensweise und Lebensraum
Über die Verbreitung und ihre Lebensweise in der Natur ist nicht viel bekannt. In der Gefangenschaft zeigen sie teilweise eine stark grabende und eine stark spinnende Tätigkeit. Sie kleiden ihre Wohnröhre mit Spinnseide aus. Wenn sie gestört werden, dann setzen sie häufig ihre Brennhaare auf dem Opisthosoma ein. Eine Paarung in Gefangenschaft ist möglich und die Kokons beinhalten bis zu 700 Eier. Die Larven sind sehr klein und entwickeln sich langsam.

## Merkmale
Die Weibchen erreichen eine Länge von den Beißklauen bis zu den Spinnwarzen von sechs Zentimeter. Die Männchen sind meistens kleiner und erreichen eine Körperlänge von vier bis fünf Zentimeter.  
Die Tiere haben eine schwarze Grundfärbung. Die Tarsen besitzen an der Basis im Übergang zu den Metatarsen einen schmalen weißen Querstreifen. Beim Übergang von Metatarsus zu Tibia besitzen die Spinnen einen breiten weißen Querstreifen, der auf beiden Gliedern vorhanden ist. Die Tibien haben zusätzlich zwei weiße Längsstreifen ähnlich wie Aphonopelma seemanni. Solche Längssteifen finden sich auch auf der Patella. Die Patella hat beim Übergang zu der Tibia einen weißen Querstreifen. Das Femur ist dagegen einheitlich schwarz gefärbt. von Metatarsus bis Patella finden sich längere weiße bis rötliche Haare, die der Spinne ein stark behaartes Erscheinungsbild geben. Beim Femur finden sich längere schwarze Haare. Die Beißklauen sind dunkel bis schwarz gefärbt. Das Opisthosoma ist schwarz und besitzt längere rote Haare. Es sieht dadurch demjenigen von Brachypelma vagans sehr ähnlich. Auf dem Opisthosoma befinden sich Brennhaare. Die Vogelspinnen gehören deshalb zu den sogenannten „Bombardierspinnen“. Beim Weibchen ist der Carapax mit einer fahlgrauen Behaarung versehen. Beim Männchen hat der Carapax eine dunkelbraune bis schwarze Färbung. Die Tibia-Apophysen der männlichen Taster haben einen eng anliegenden dornartigen Stachel. Die Tiere besitzen keine Stridulationsborsten.
Sie gleichen in der Färbung der Art Acanthoscurria geniculata. Deshalb wurde sie manchmal vor ihrer Erstbeschreibung als „Doppelgängerin“ bezeichnet. A. geniculata hat im Gegensatz zu N. chromatus einen schwarzen Carapax und besitzt keine roten Haare auf den Beinen und auf dem Opisthosoma. Die Art gleicht aber ebenfalls der  verwandten Art Nhandu coloratovillosus. Diese hat aber einen dunkleren Carapax, und die Längsstreifen auf Tibia und Patella sind weniger stark ausgeprägt. Die Chelizeren sind dagegen heller gefärbt als bei Vitalius chromatus und haben etwa die gleiche Farbe wie die Patellen.

## Systematische Problematik
Tiere dieser Art wurden im Tierhandel fälschlicherweise mit der Art Lasiodora cristata (Mello-Leitão, 1923) verwechselt. Ein Weibchen dieser Art wurde 1923 als Acanthoscurria cristata beschrieben. Sie wurde dann 1964 in die Gattung Pamphobeteus verschoben. 1998 wurde die Art dann zur Gattung Vitalius gestellt. 2001 wurde diese Art schließlich durch den Arachnologen Rogério Bertani der Gattung Lasiodora zugerechnet. Obwohl es sich bei den Tieren in den Terrarien und im Handel eigentlich um Vitalius chromatus handelt, fanden sich dadurch verschiedene fehlerhafte Artnamen: Acanthoscurria cristata, Pamphobeteus cristatus, Vitalius christatus und Lasiodora cristata. 
Dieser Irrtum wurde durch die Arachnologen lange Zeit aufrechterhalten. Ein Männchen von Vitalius chromatus wurde von Marc Baumgarten im arachnologischen Anzeiger noch 1998 als ein Männchen von Vitalius cristatus beschrieben, obwohl er bereits Vermutungen äußerste, dass es sich um eine neue Art handeln könnte. 2004 wurden schließlich die Tiere als Nhandu chromatus beschrieben. Diese Art wurde dann in die Gattung Vitalius gestellt. Die Tiere im Handel und in den privaten Terrarien gehören nun dieser Art an.